# デルタ航空1288便エンジン爆発事故
デルタ航空1288便エンジン爆発事故（でるたこうくう1288びんえんじんばくはつじこ）はフロリダ州ペンサコーラ発ジョージア州アトランタ行きの定期便だったデルタ航空1288便（マクドネル・ダグラス MD-88）が1996年7月6日にペンサコーラ地域空港の滑走路17から離陸する際に、エンジンが破裂し離陸を中断した事故である。
左側エンジンのコンプレッサーの破片が左後部客室を貫いた。これにより、2名の乗客が死亡し、2名が重傷を負った。死亡した2人は母親と息子だった。機体は滑走路上で停止し、緊急避難をおこなった。ほとんどの乗客は休暇で旅行しているところだった。

## 事故機

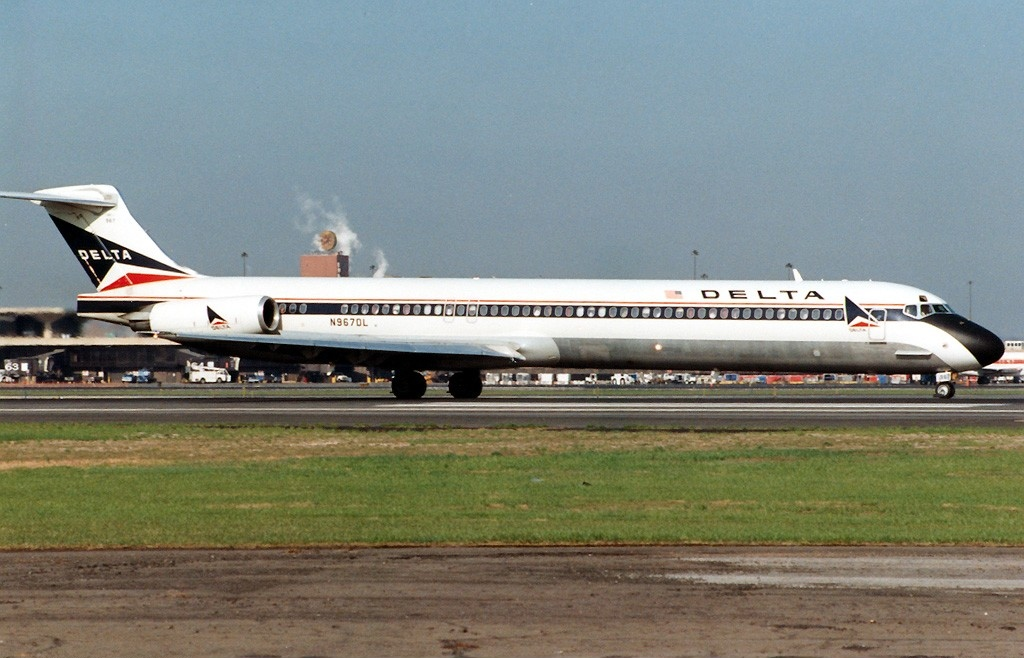
同型機のMD-88

事故機は1988年に製造され、1988年11月2日にデルタ航空に納入された。2基のプラット・アンド・ホイットニー JT8D-219ジェットエンジンを搭載し、最大142人の乗客を収容することが可能だった。ファーストクラス14席、エコノミー128席で構成されていた。事故機はN927DAとして登録され、事故当時22,031時間の飛行時間を有していた。

## 点検
飛行前点検で副操縦士が第1エンジン(左エンジン)の先端にオイルが数滴漏れ出ていることに気付いたが、深刻なものとは考えなかった。さらに左主翼のリベットがいくつか脱落していることにも気付いた。副操縦士と機長はこれらの問題について話し合い、機長は航空日誌に記入するよう副操縦士に指示した。後にパイロットはアメリカ国家運輸安全委員会(NTSB)の調査官に対して、どちらの問題も危険なものには見えず、機体は安全に飛行できる状態である(耐空性がある)と判断したので、メンテナンス部門には通知しなかったと語った。。

## 事故の経緯

### 離陸
1288便は14時23分（CDT）に滑走路17で離陸滑走を開始した。副操縦士がスロットルを開いて機速が40ノット (74 km/h)に達したところ、操縦室の照明と計器表示が突然落ちた。後部客室の乗客と乗務員は大きな破裂音を聞き、何かが爆発したような感覚を受けた。パイロットはスロットルをアイドルに戻しブレーキをかけて離陸を中止し、逆噴射やスポイラーなしで停止した。

### 避難

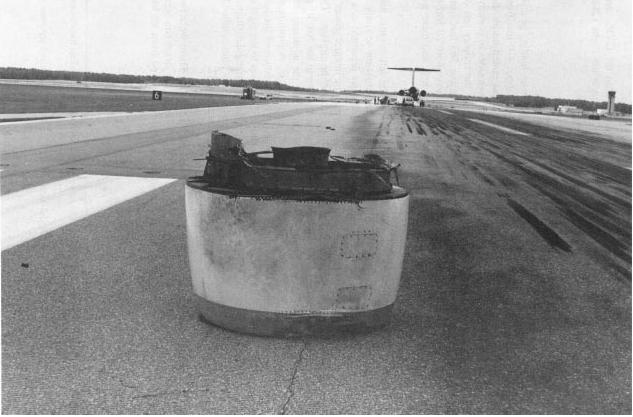
脱落した左エンジン前方部

機体の停止後、副操縦士は管制官と交信しようとしたが、操縦室の電源が落ちていて交信できなかった。このため非常電源(APU)を起動してペンサコーラの管制塔に通信し緊急事態を宣言した。操縦室の補助席に便乗していたデルタ航空の非番パイロット（ボーイング767の操縦士）が機体後部を見に行った。副操縦士は翼上の出口が開くのを見、およそ半数の乗客の姿が見えずエンジンから異音がすることに気付いて、操縦室に戻って機長に全エンジンを停止するよう伝えた。14時27分(CDT)、機長は非番パイロットから胴体に大穴が開いて客室内にエンジン破片が散乱し、負傷した乗客がいると聞いて、救急班の出動を要請した。その後彼は、客室に煙や火は無く客室後部の扉が開けられ緊急脱出スライドが展張されたと報告した。その扉から避難誘導を始めた客室乗務員が後にNTSBに語ったところでは、そこで彼女は左エンジンから出火しているのに気付いたので避難を一旦中止し、乗客を前方に誘導し直した。彼女によればその時点で多数の負傷者がいて2名は恐らく死亡しており、そのため避難誘導を進めたが後に副操縦士に止められた。機体後部の損傷と危険が大きかったのでMD-88が装備している乗降階段は使うべきでなかったからである。そこで機長は移動式の外付け階段を要請し、これは25分後に到着した。

## 乗客への被害

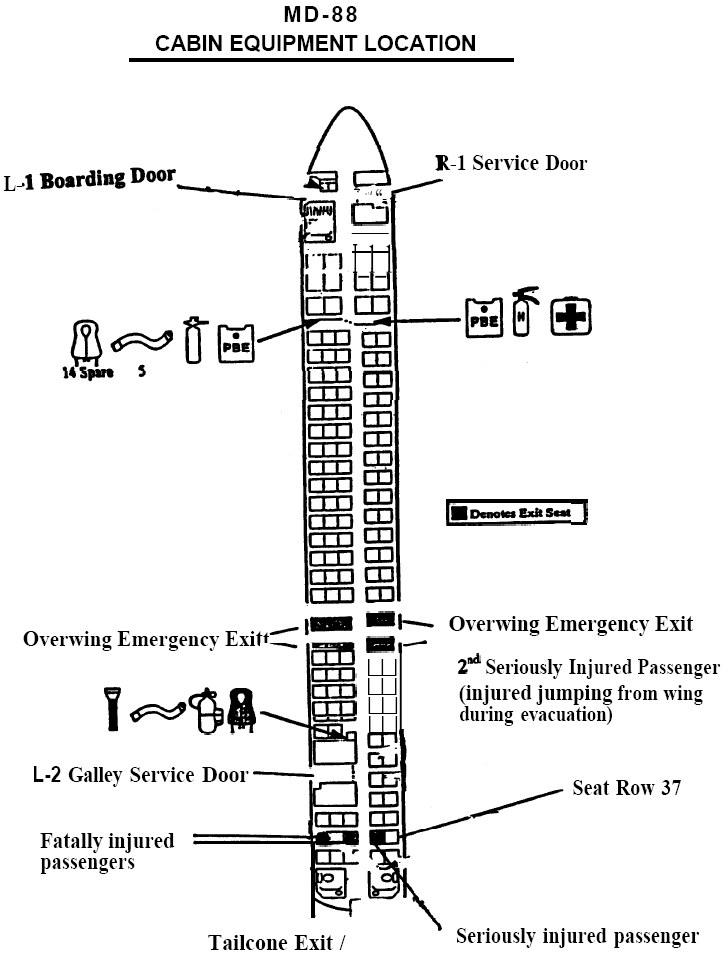
1288便の負傷者の分布

ミシガン州スコットビルの39歳の女性と12歳の息子が死亡し、死亡した女性の15歳の息子と9歳の娘もけがをした。合計5人の乗客が負傷し、1名は脚を骨折する重傷を負った。

## 事故原因
調査の後、NTSBは事故原因として左エンジン前部にあるコンプレッサーのファンハブの亀裂が最も疑わしいとした。エンジンの製造段階から潜在的に危険な亀裂が存在し、デルタ航空における蛍光浸透探傷検査が不十分だったため見逃されていた。NTSBはまたデルタ航空の整備班が問題を発見できなかったことも原因の一つだとしている。

## 事故後

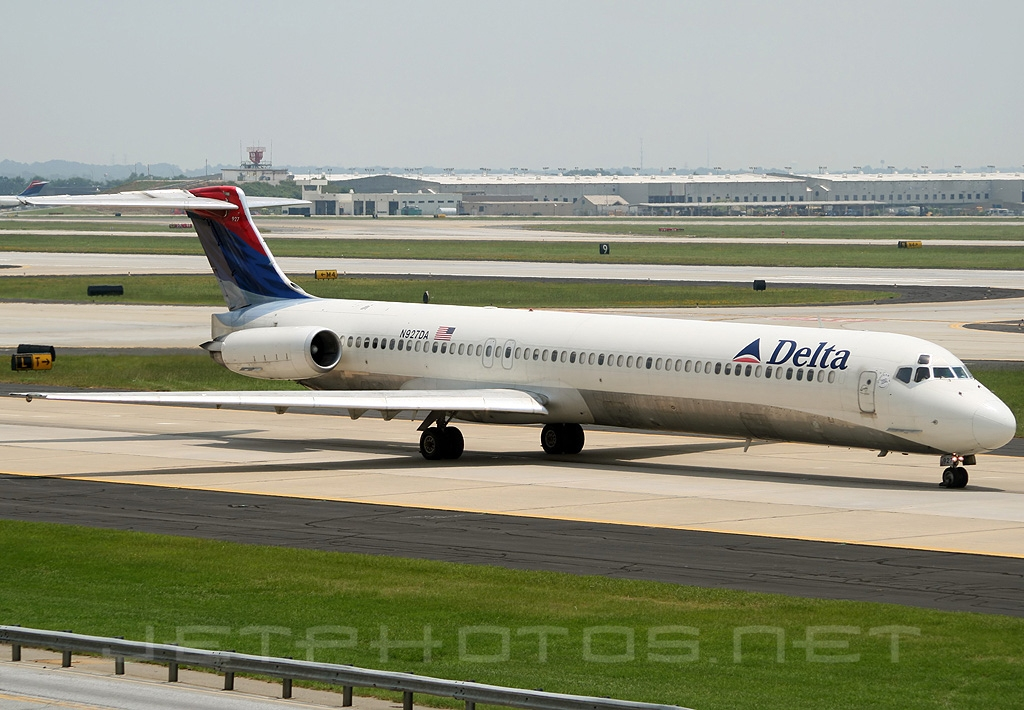
2008年に撮影された事故機

2018年1月現在、連邦航空局 (FAA) によれば事故機は機体記号N927DAとしてデルタ航空にまだ在籍している。デルタ航空は現在、ペンサコーラ-アトランタ路線ではMD-88、MD-90、エアバスA319、エアバス A320、ボーイング757-200を使用している。2016年5月現在、「デルタ航空1288便」という便名はニューヨークのラガーディア-フォートローダーデール路線で使用されている。